# Renzo Malanca
Renzo Mariano Malanca (Guaymallén, 6 maggio 2003) è un calciatore argentino, difensore dell'Huachipato.

## Caratteristiche tecniche
È un difensore centrale.

## Carriera

### Club
Malanca è cresciuto nel settore giovanile dell'Independiente Rivadavia, con cui ha firmato il primo contratto professionistico il 9 ottobre 2019. Ha esordito in prima squadra il 3 gennaio 2021 nell'incontro di Primera B Nacional perso 3-0 contro l'Alvarado.
Il 27 gennaio 2022 è stato acquisato dai cileni dell'Huachipato.

### Nazionale
Nel 2022 ha giocato con la Argentina Under-20.

## Statistiche

### Presenze e reti nei club
Statistiche aggiornate al 16 maggio 2024.
| Stagione        | Squadra                 | Campionato      | Campionato | Campionato | Coppe nazionali | Coppe nazionali | Coppe nazionali | Coppe continentali | Coppe continentali | Coppe continentali | Altre coppe | Altre coppe | Altre coppe | Totale | Totale | Totale |
| Stagione        | Squadra                 | Comp            | Pres       | Reti       | Comp            | Pres            | Reti            | Comp               | Pres               | Reti               | Comp        | Pres        | Reti        | Pres   | Reti   |        |
| --------------- | ----------------------- | --------------- | ---------- | ---------- | --------------- | --------------- | --------------- | ------------------ | ------------------ | ------------------ | ----------- | ----------- | ----------- | ------ | ------ | ------ |
| 2023            | Independiente Rivadavia | PBN             | 1          | 0          | CA              | 0               | 0               |                    | -                  | -                  |             | -           | -           | 1      | 0      |        |
| 2023            | Independiente Rivadavia | PBN             | 23         | 0          | CA              | 0               | 0               |                    | -                  | -                  |             | -           | -           | 23     | 0      |        |
| 2022            | Huachipato              | A               | 12         | 0          | CC              | 5               | 0               |                    | -                  | -                  |             | -           | -           | 17     | 0      |        |
| 2023            | Huachipato              | A               | 13         | 0          | CC              | 1               | 0               |                    | -                  | -                  |             | -           | -           | 14     | 0      |        |
| 2024            | Huachipato              | A               | 10         | 0          | CC              | 0               | 0               | CL                 | 3                  | 0                  | SC          | 0           | 0           | 13     | 0      |        |
| Totale carriera | Totale carriera         | Totale carriera | 59         | 0          |                 | 6               | 0               |                    | 3                  | 0                  |             | 0           | 0           | 68     | 0      |        |

## Palmarès

### Club

#### Competizioni nazionali
- Campionato cileno: 1

Huachipato: 2023